# مسابقة الأغنية الأوروبية 1994
مسابقة الأغنية الأوروبية 1994 هي النسخة ال39 من مسابقة الأغنية الأوروبية، أقيمت في مدينة دبلن، جمهورية أيرلندا. شارك في المسابقة 25 دولة وحصلت أيرلندا على المركز الأول بأغنية Rock 'n' Roll Kids.

## روابط خارجية
- الموقع الرسمي